# Isla Año Nuevo
Isla Año Nuevo es una pequeña isla en las afueras de la punta Año Nuevo en la costa norte de California, entre San Francisco y Santa Cruz. Es un sitio importante de reproducción de elefantes marinos del norte y Leones de mar Steller en peligro de extinción, así como varias especies de aves marinas, incluyendo cormoranes y gaviotas. Debido al gran número de focas y leones marinos, los tiburones blancos son frecuentemente vistos recorriendo las aguas de la isla. Es un territorio protegido como parte de la Reserva Estadal de Año Nuevo ( Año Nuevo State Reserve).